# IC 3185
IC 3185 ist eine Galaxie im Sternbild Haar der Berenike am Nordsternhimmel. Sie ist schätzungsweise 321 Millionen Lichtjahre von der Milchstraße entfernt und hat einen Durchmesser von etwa 30.000 Lichtjahren. Gemeinsam mit IC 3189 bildet sie ein optisches Galaxienpaar.
Im gleichen Himmelsareal befinden sich die Galaxien IC 3169, IC 3171, IC 3176, IC 3194.
Das Objekt wurde am 23. März 1903 von dem deutschen Astronomen Max Wolf entdeckt.